# Cò quăm mặt trắng
Cò quăm mặt trắng, tên khoa học Plegadis chihi, là một loài chim trong họ Threskiornithidae.

## Hình ảnh

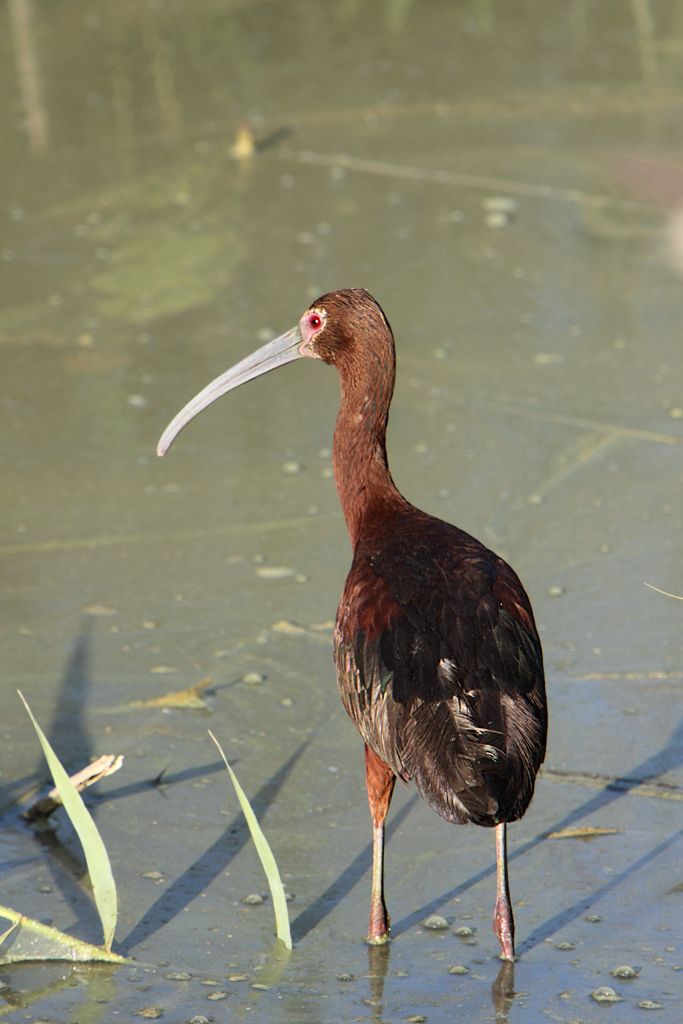
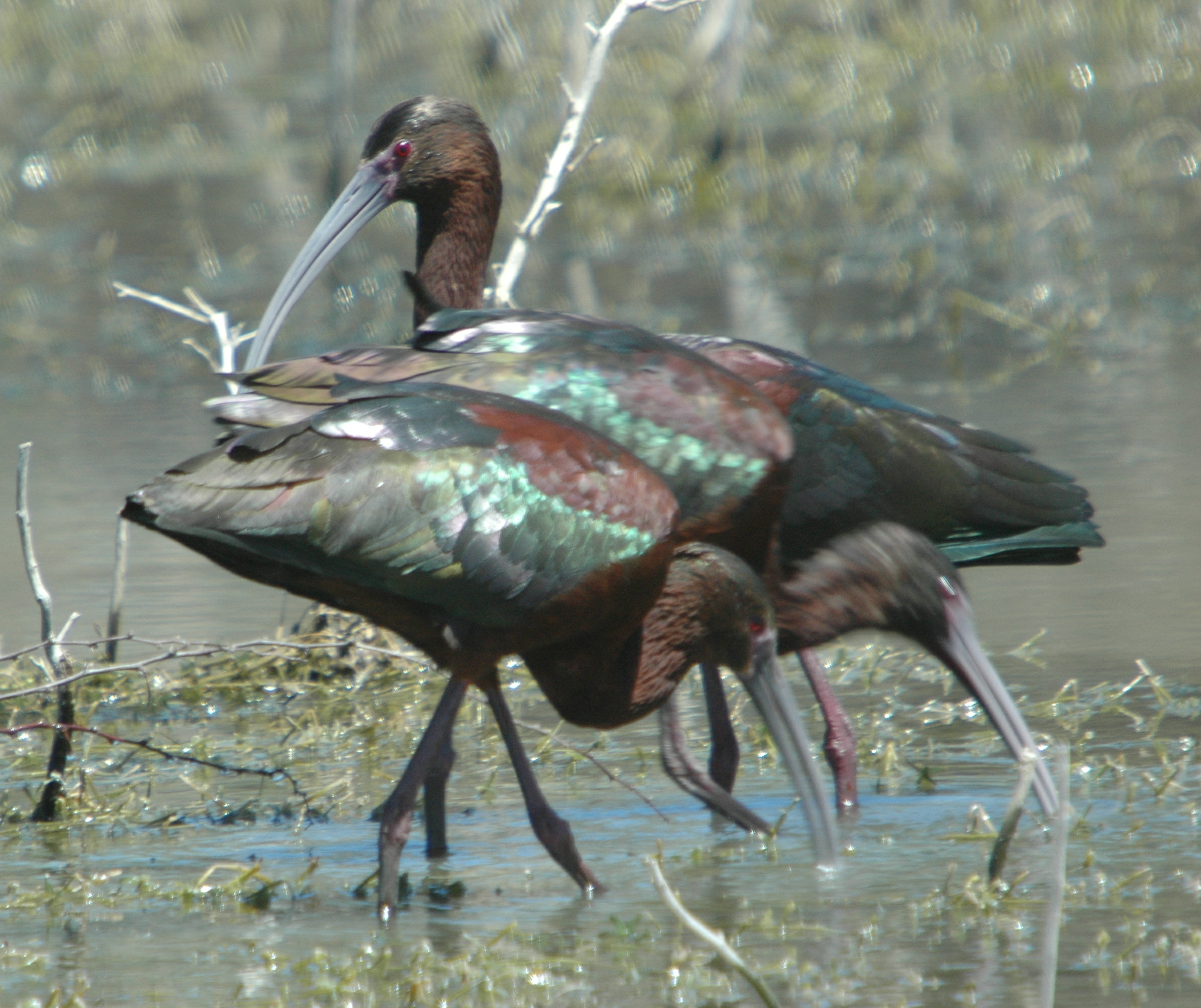
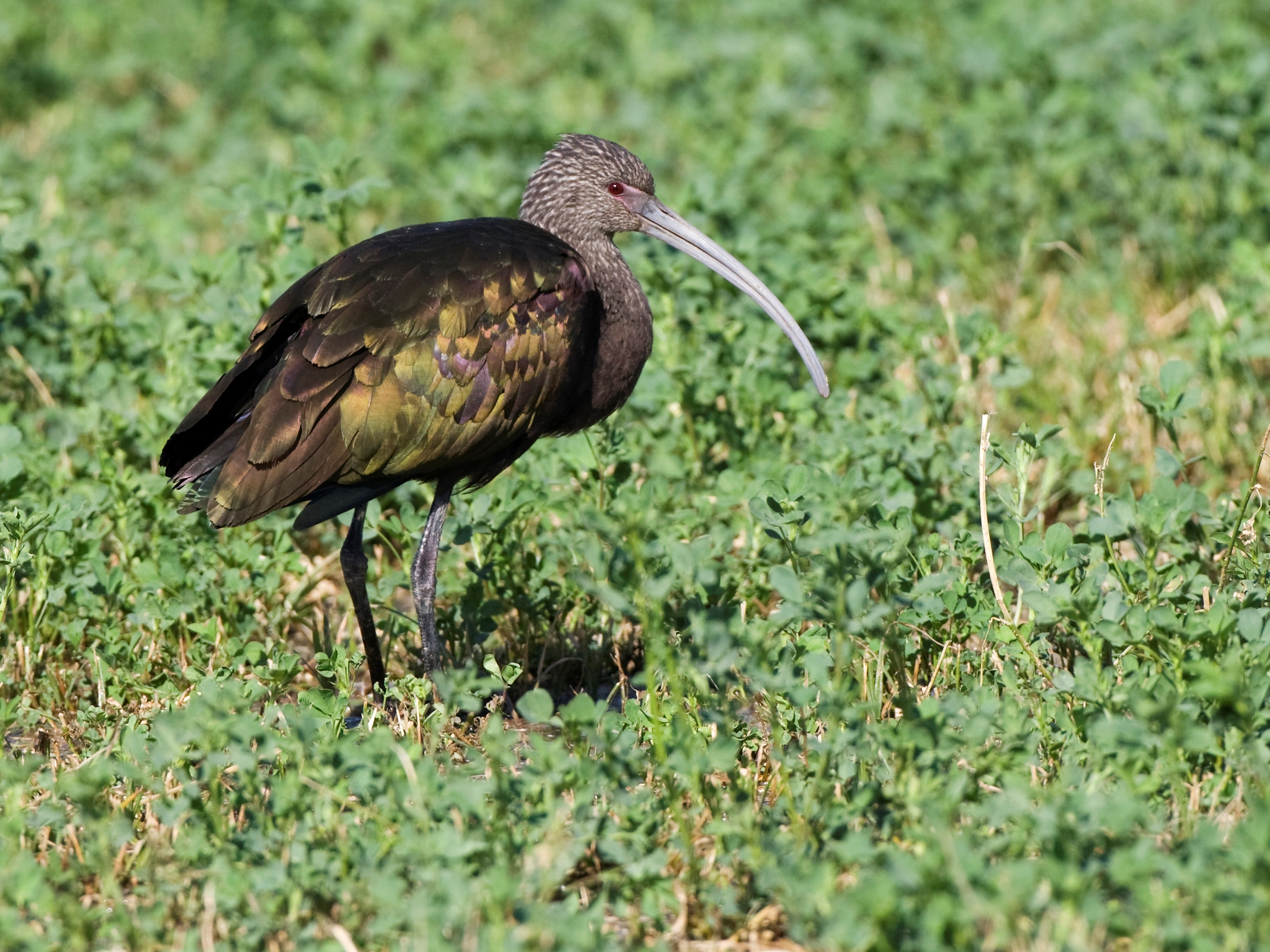
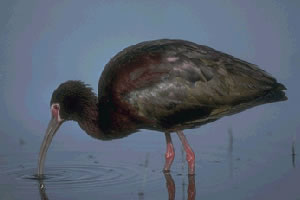
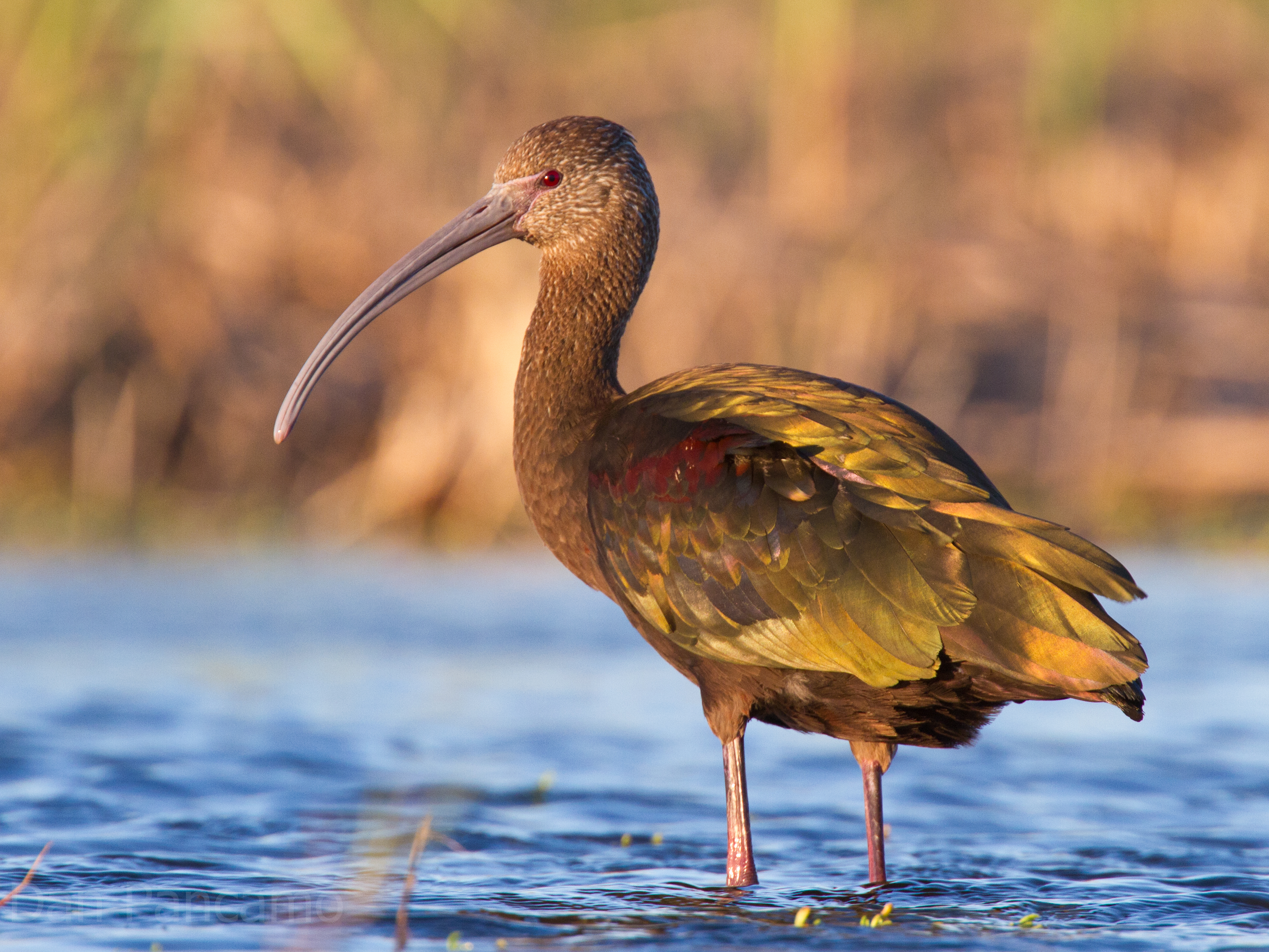

## Phân loài
- Plegadis falcinellus chihi
- Plegadis falcinellus mexicana